# Шоу, Трой
Трой Шо́у (англ. Troy Shaw, род. 6 октября 1969 года) — английский бывший профессиональный игрок в снукер. Стал профессионалом в 1991 году, и играл в мэйн-туре последующие 12 сезонов. В 1993 Шоу выиграл свой единственный профессиональный турнир — мини-рейтинговый Strachan Challenge, победив в финале Найджела Бонда со счётом 9:4. Высший рейтинг Шоу — 74-й — был в сезоне 1994/95 гг. В 2000 году Шоу дошёл до последнего раунда квалификации China Open.